# Drugi rząd Kai Kallas
Drugi rząd Kai Kallas – rząd Republiki Estońskiej funkcjonujący od 18 lipca 2022 do 17 kwietnia 2023.
Po wyborach parlamentarnych w 2019 powstał drugi rząd Jüriego Ratasa tworzony przez Estońską Partię Centrum, Estońską Konserwatywną Partię Ludową i partię Isamaa. W styczniu 2021 został zastąpiony przez gabinet, który powołała koalicja Estońskiej Partii Reform (RE) i centrystów. Na jego czele stanęła Kaja Kallas, liderka pierwszej z tych formacji.
W czerwcu 2022 na wniosek premier ministrowie z Estońskiej Partii Centrum zostali odwołani. Jej ugrupowanie doprowadziło następnie do zawiązania nowej koalicji z udziałem partii Isamaa i Partii Socjaldemokratycznej (SDE). W konsekwencji 14 lipca 2022 rząd podał się do dymisji, a tego samego dnia prezydent Alar Karis powierzył Kai Kallas misję sformowania nowego gabinetu. Następnego dnia parlament większością 52 głosów zatwierdził ją na urzędzie premiera. Nowy rząd rozpoczął funkcjonowanie 18 lipca 2022 po zaprzysiężeniu jego członków.
Gabinet urzędował do 17 kwietnia 2023, kiedy to wkrótce po kolejnych wyborach, powstał trzeci gabinet tej samej premier.

## Skład rządu
| funkcja                                                  | minister               | partia | okres urzędowania    | okres urzędowania    |
| funkcja                                                  | minister               | partia | od                   | do                   |
| -------------------------------------------------------- | ---------------------- | ------ | -------------------- | -------------------- |
| premier                                                  | Kaja Kallas            | RE     | 18 lipca 2022        | 17 kwietnia 2023     |
| minister finansów                                        | Keit Pentus-Rosimannus | RE     | 18 lipca 2022        | 19 października 2022 |
| minister finansów                                        | Annely Akkermann       | RE     | 19 października 2022 | 17 kwietnia 2023     |
| minister rolnictwa                                       | Urmas Kruuse           | RE     | 18 lipca 2022        | 17 kwietnia 2023     |
| minister ochrony socjalnej                               | Signe Riisalo          | RE     | 18 lipca 2022        | 17 kwietnia 2023     |
| minister obrony                                          | Hanno Pevkur           | RE     | 18 lipca 2022        | 17 kwietnia 2023     |
| minister edukacji i badań                                | Tõnis Lukas            | Isamaa | 18 lipca 2022        | 17 kwietnia 2023     |
| minister spraw zagranicznych                             | Urmas Reinsalu         | Isamaa | 18 lipca 2022        | 17 kwietnia 2023     |
| minister sprawiedliwości                                 | Lea Danilson-Järg      | Isamaa | 18 lipca 2022        | 17 kwietnia 2023     |
| minister przedsiębiorczości i technologii informacyjnych | Kristjan Järvan        | Isamaa | 18 lipca 2022        | 17 kwietnia 2023     |
| minister administracji publicznej                        | Riina Solman           | Isamaa | 18 lipca 2022        | 17 kwietnia 2023     |
| minister kultury                                         | Piret Hartman          | SDE    | 18 lipca 2022        | 17 kwietnia 2023     |
| minister środowiska                                      | Madis Kallas           | SDE    | 18 lipca 2022        | 17 kwietnia 2023     |
| minister spraw gospodarczych i infrastruktury            | Riina Sikkut           | SDE    | 18 lipca 2022        | 17 kwietnia 2023     |
| minister zdrowia i pracy                                 | Peep Peterson          | SDE    | 18 lipca 2022        | 17 kwietnia 2023     |
| minister spraw wewnętrznych                              | Lauri Läänemets        | SDE    | 18 lipca 2022        | 17 kwietnia 2023     |